# Vyrus 986 M2
La 986 M2 est un modèle de motocyclette du constructeur italien Vyrus.
La 986 M2 est conçue pour s'engager en catégorie Moto2 dans le championnat du monde ou dans les championnats nationaux de vitesse.
Comme toutes les machines de cette catégorie, elle utilise un moteur quatre cylindres en ligne, quatre temps, à refroidissement liquide provenant de la Honda 600 CBR RR Fireblade.
Après un teasing de quelques jours, Vyrus présente son prototype le 22 janvier 2011, lors du salon de la moto de Vérone.
L'esthétique est l’œuvre du travail commun des designers Yutaka Igarashi et Sam Matthews.
Le guidage de la roue avant, comme sur toutes les productions de Vyrus, est assuré par un moyeu mobile dans la roue, des tirants et des biellettes.
Le cadre oméga est, à la différence des Vyrus 984, 985 et 987, inversée (l'ouverture est sur le dessus).
L'ensemble des pièces de carrosserie est en fibre de carbone.
Le modèle roulant est légèrement différent. Le système de suspension avant est modifié. Il adopte un échappement Mivv.
Vyrus a pour objectif de produire une version routière de la 986 M2, soit fabriquée directement dans l'usine Vyrus, soit sous forme d'un kit à monter en se procurant un moteur de CBR 600 RR Fireblade.
La Vyrus 986 M2 participe en 2012 au Trophée italien de course amateur (Tropheo Italiano Amatori) aux mains de Marco Chiancianesi et David Rodorigo (le fils d'Ascanio, fondateur de Vyrus), en catégorie 600.
| N° | Pilote             | Course 1 : Misano | Course 2 : Vallelunga | Course 3 : Mugello | Course 4 : Varano | Course 5 : Mugello |
| -- | ------------------ | ----------------- | --------------------- | ------------------ | ----------------- | ------------------ |
| 42 | David Rodorigo     | 33                | 20                    | Ab.                |                   |                    |
| 51 | Marco Chiancianesi | 32                |                       |                    |                   |                    |